# Crklada
 Crklada  (olaszul: Cerclada) falu Horvátországban, Isztria megyében. Közigazgatásilag Vižinadához tartozik.

## Fekvése
Az Isztria középső részén, Pazintól 16 km-re északnyugatra, községközpontjától 2 km-re délre, a 21-es számú főút mellett fekszik.

## Története
1880-ban 108, 1910-ben 145 lakosa volt. Az első világháború után a rapallói szerződés értelmében Isztria az Olasz Királysághoz került. A második világháború után Jugoszlávia része lett. A település Jugoszlávia felbomlása után 1991-ben a független Horvátország része lett. 2011-ben a falunak 114 lakosa volt. Lakói főként mezőgazdasággal (szőlő- és gabonatermesztés) foglalkoznak.

## Nevezetességei
Szent Anna tiszteletére szentelt temploma a 19. században épült gótikus kápolnaként. A bejárat feletti felirat szerint Giovanni Facchinetti építtette 1882-ben felesége Anna de Wagatey emlékére. A vižinadai plébániához tartozik.

## Lakosság
| Lakosság változása | Lakosság változása | Lakosság változása | Lakosság változása | Lakosság változása | Lakosság változása | Lakosság változása | Lakosság változása | Lakosság változása | Lakosság változása | Lakosság változása | Lakosság változása | Lakosság változása | Lakosság változása | Lakosság változása | Lakosság változása |
| ------------------ | ------------------ | ------------------ | ------------------ | ------------------ | ------------------ | ------------------ | ------------------ | ------------------ | ------------------ | ------------------ | ------------------ | ------------------ | ------------------ | ------------------ | ------------------ |
| 1857               | 1869               | 1880               | 1890               | 1900               | 1910               | 1921               | 1931               | 1948               | 1953               | 1961               | 1971               | 1981               | 1991               | 2001               | 2011               |
| 0                  | 0                  | 108                | 109                | 155                | 145                | 0                  | 0                  | 146                | 89                 | 86                 | 72                 | 80                 | 99                 | 106                | 114                |